# Joe Wickie's Iura
Joe Wickie's Iura（ジョー ウィッキーズ イウラ、井浦ジョー）は、福岡県北九州市出身のドラマー・音楽プロデューサーである。
レゲエ・バンドダブロッカーズのリーダー、インディーズ音楽レーベル「IRIE LABEL」代表。他に以下に記す複数の肩書を持つ。

## 経歴
- 1999年 インディーズ音楽レーベル「IRIE LABEL」設立
- 2000年 ボランティア団体「Peace Action」設立
- 2001年 アフリカンジャンベユニット「Roots & G-alia」結成
- 2002年 レゲエバンド「ダブロッカーズ」結成
- 2007年 カルチャーレーベル「WICKIE'S」設立
- 2008年 「玄海・響良考会」設立

## 生い立ち
父親は、日本のアウトロー史に残る抗争事件により、28歳の若さでリンチにより殺害された。父親の死により「凶器準備集合罪」が出来るきっかけとなった。事件により母親は行方不明、当時、4歳で、孤独の身となり、その後、施設や身内の家をたらい回しにされた。
少年期には『無類の不良少年』と呼ばれた。そこからは、父親と同じアウトローの道を歩み名を知らしめるが、30を目前に肝疾患を患い、当時の子供達、自分の将来の為に・・と人生で初めて真剣に自分自身を突き詰めた結果30歳を境に逆の道を追求し始める。以後約20年、アイタル思想・平和と愛を源に自分の経験や培ってきたものを生かし、JOE VIBESを確立。
自分の入って行けない領域の様々な問題に対し、これからその領域にて手腕を振るであろう若者達に期待を託し、福祉、医療、教育、環境等の改善に役立てばと日々若者達と一緒に模索する指導者となる。
音楽の世界では、レゲエというフィールドの中で、CORE ROOTSという新ジャンルを確立。福祉施設での演奏・講演や、教育現場での演奏・講演等、ボランティア活動も積極的に行っている。

## 肩書
- インディーズ音楽レーベル・IRIE LABEL 代表
- カルチャーレーベル・WICKIE'S 代表
- ボランティア団体・Peace Action 顧問
- まちづくり振興会・玄海・響良考会 会長
- レゲエバンド・ダブロッカーズ リーダー
- イベント実行委員長
  - はまゆう MUSIC FESTIVAL
  - GREEN SPLASH
  - PEACE VIBRATION 実行委員長
- ジャマイカ支援活動・ONE LOVE CHARITY JAMAICA 九州部会代表
- 中学校青少年育成連絡協議会講師・市民センター講師・青少年育成事業講師

### IRIE LABEL
IRIE LABELは、ダブロッカーズも活動するボランティア団体「Peace action」と共に1999年に設立され、その名の通り、IRIE MUSIC（心地の良い音楽）の普及と、レゲエはもちろんの事、レゲエだけにとどまらず、あらゆるジャンルとのコラボレーションを視野に入れて設立された音楽レーベルである。北九州を拠点に、地に足のついた活動を続け、全国に点在するルーツ・ロック・シーンに影響を及ぼす存在となった。また、NYのwackie'sレーベルとも交流を持ち、Ras Takash率いるWackie's far east chapterの一員としても活動。ソロとしての活動も行っている（以上、レゲエ専門情報誌「ROVE」参照）

| スタブアイコン | サブスタブ | この項目は、まだ閲覧者の調べものの参照としては役立たない、音楽関係者（バンド等）に関連した書きかけの項目です。この項目を加筆・訂正などしてくださる協力者を求めています（P:音楽/PJ:芸能人）。 |